# Am Rathaus 1

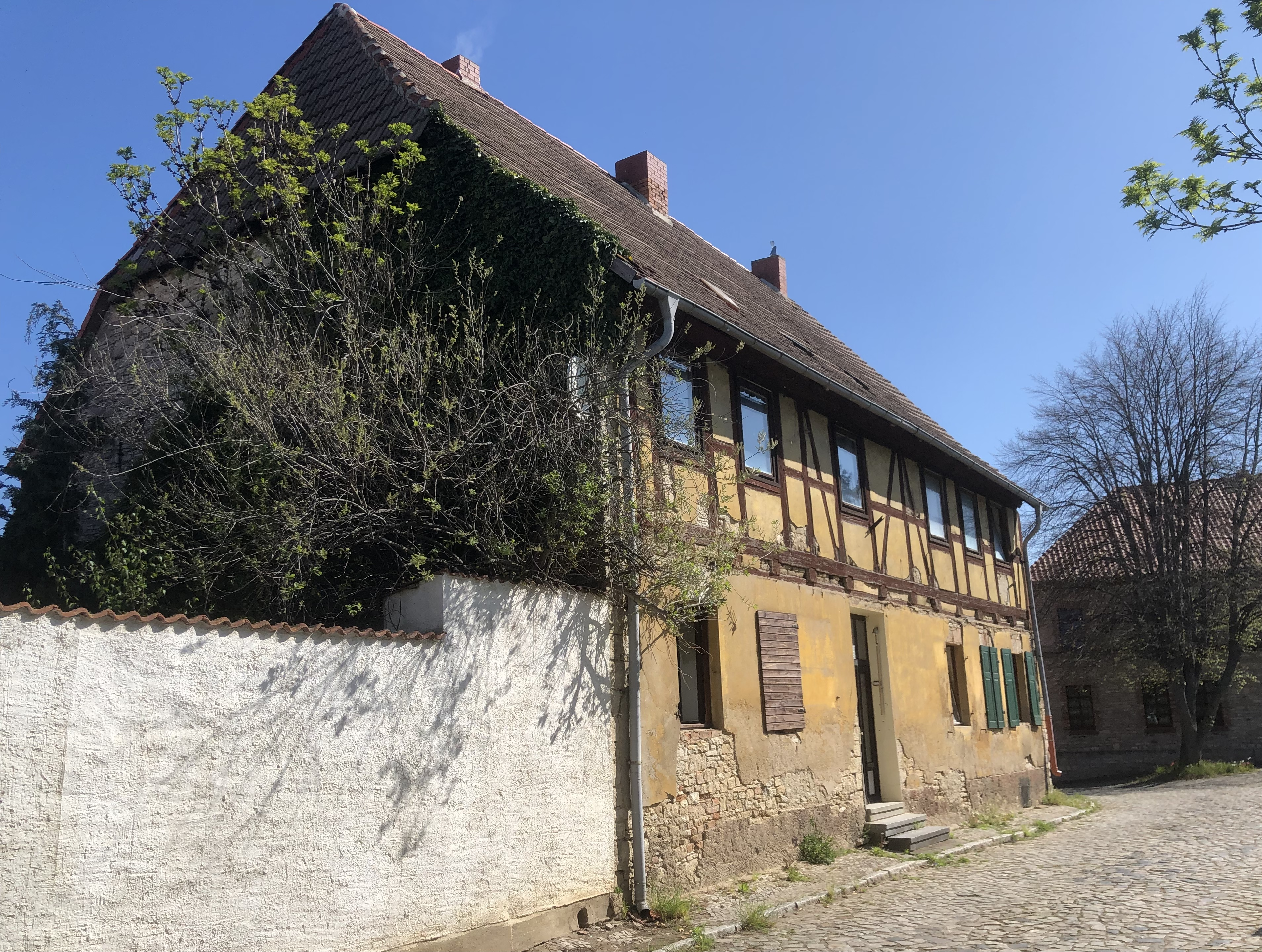
Am Rathaus 1 im Jahr 2022

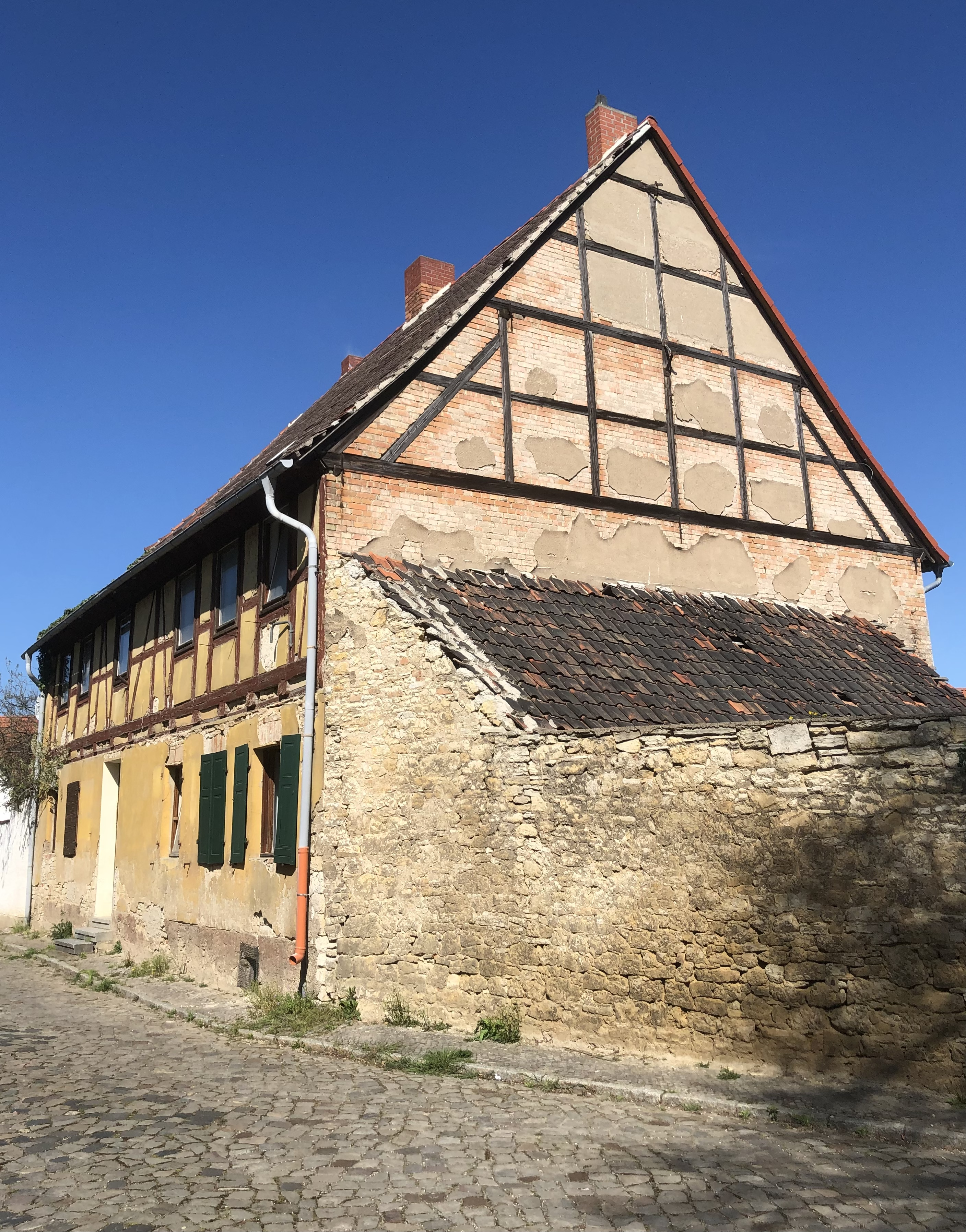
Blick von Osten

Das Gebäude Am Rathaus 1 ist ein denkmalgeschütztes Wohnhaus in Cochstedt in Sachsen-Anhalt.

## Lage
Das Gebäude befindet sich im Ortszentrum des zur Stadt Hecklingen gehörenden Ortsteils Cochstedt, auf der Nordseite der Straße Am Rathaus.

## Architektur und Geschichte
Der zweigeschossige Bau entstand im 18. Jahrhundert. Das verputzte Erdgeschoss des für die Region typischen Hauses ist in massiver Bauweise errichtet. Die obere Etage wurde in Fachwerkbauweise aufgesetzt und ist als Sichtfachwerk gestaltet. Für die Erscheinung des Hauses waren im Erdgeschoss befindliche Fensterläden wichtig, die jedoch nur in der rechten Gebäudehälfte erhalten sind. Die straßenseitige Fassade ist sechsachsig, der über eine dreistufige Treppe zu erreichende Hauseingang befindet sich in der dritten Achse von links. Bedeckt ist das Haus von einem Krüppelwalmdach. 
Im örtlichen Denkmalverzeichnis ist das Wohnhaus unter der Erfassungsnummer 094 16447 als Baudenkmal eingetragen.